# Iso Korpisaari (ö i Södra Karelen)
Iso Korpisaari är en ö i Finland. Den ligger i sjön Saimen och i kommunen Imatra i den ekonomiska regionen  Imatra ekonomiska region  och landskapet Södra Karelen, i den södra delen av landet, 230 km nordost om huvudstaden Helsingfors. Öns area är 4,9 hektar och dess största längd är 400 meter i nord-sydlig riktning.